# Quảng trường Vendôme
| Quảng trường Vendôme              | Quảng trường Vendôme |
| --------------------------------- | -------------------- |
|                                   |                      |
| Quận                              | Quận 1               |
| Bắt đầu                           | 356 phố Saint-Honoré |
| Kết thúc                          | 1 phố Capucines      |
| Chiều dài                         | 213 m                |
| Chiều rộng                        | 124 m                |
| Khánh thành                       | 2 tháng 5 năm 1686   |
| Đặt tên                           | 1799                 |
|                                   |                      |
|                                   |                      |
| Quảng trường cùng cây cột Vendôme |                      |

Quảng trường Vendôme là một trong những quảng trường nổi tiếng của Paris, nằm ở Quận 1 của thành phố. Được xây dựng từ thời vua Louis XIV, ngày nay quảng trường Vendôme thuộc khu vực trung tâm Paris, giữa nhà hát Opéra Garnier và vườn Tuileries.
Là một trong những khu vực sang trọng nhất của thành phố, quảng trường Vendôme được bao quanh bởi các cửa hàng xa xỉ phẩm Chanel, Cartier, Bvlgari... và những địa chỉ quan trọng như trụ sở Bộ Tư pháp, khách sạn Ritz... Ở chính giữa quảng trường là cây cột Vendôme.
| Métro Paris | Bến tàu điện ngầm: Opéra |

Quảng trường Vendôme mang hình chữ nhật bị cắt ở bốn góc tạo thành một bát giác. Chiều dài của quảng trường là 213 mét, chiều rộng 124 mét. Không được trồng cây hay trang trí các tượng đài, quảng trường chỉ có cây cột Vendôme cao 44 mét ở chính giữa và các đèn đường. Vendôme được bao kín bởi các tòa nhà có kiến trúc mặt đồng nhất. Chỉ một con đường chạy dọc xuyên qua tâm quảng trường nối phố Paix với phố Castiglione.
Quảng trường Vendôme không đóng vai trò quan trọng về giao thông. Tuy nằm trong trung tâm Paris, nhưng đây lại là khu phố yên tĩnh. Các tòa nhà bao quanh quảng trường hầu hết đều là cửa hàng xa xỉ phẩm hoặc trụ sở ngân hàng, công ty. Vua Brunei cũng sở hữu tòa nhà số 3 và 5. Số 13, vốn là dinh thự Bourvallais, hiện nay là trụ sở Bộ Tư pháp. Khách sạn Ritz nằm ở số 15. Một số hãng thời trang, trang sức cao cấp như Cartier ở số 7, Bvlgari ở số 10, Comme des Garçons số 16, Chanel số 18, Mauboussin số 20, Schiaparelli số 21, Van Cleef & Arpels số 22, Armani số 25...
Quảng trường Vendôme, vốn tập trung các dinh thự từ khi mới được xây dựng nên có nhiều người nổi tiếng từng sống ở đây. Hoàng tử Louis-Napoléon Bonaparte, tức Napoléon III, từng sống ở dinh thự Rhin, số 4 và 6. Frédéric Chopin mất ở tòa nhà Baudard de Saint-James số 12. Coco Chanel cũng sống hơn 30 năm trong khách sạn Ritz.

## Lịch sử

### Xây dựng
Ý tưởng xây dựng quảng trường Vendôme được đưa ra vào năm 1677 do một nhóm, trong đó có Jules Hardouin-Mansart, kiến trúc sư lâu đài Versailles.
Năm 1685, François Michel Le Tellier de Louvois nhân danh vua Louis XIV mua lại dinh thự Vendôme cùng tu viện Capucines. Trên vị trí này, Jules Hardouin-Mansart cùng Germain Boffrand đề xuất xây dựng một quảng trường rộng hình chữ nhật, mở hoàn toàn ra phố Saint-Honoré và được bao quanh bởi các tòa nhà lớn: thư viện hoàng gia, dinh thự Monnaie, các tòa nhà của Viện hàn lâm, dinh thự đại sứ... Các tòa nhà đã được xây dựng và quảng trường khi đó mang tên Quảng trường Conquêtes. Tu viện Capucines cũng được xây cất lại và hoàn thành năm 1688.
Đến năm 1699, đồ án 1685 của Jules Hardouin-Mansart bị hủy bỏ. Vua Louis XIV bán lại khu vực này cho thành phố. Những tòa nhà quanh quảng trường đã hoàn thành nhưng bị phá hủy. Các phía quảng trường bị thu hẹp lại 20 mét. Jules Hardouin-Mansart đưa ra bản thiết kế mới: quảng trường hình chữ nhật nhưng có các góc bị cắt và một con đường xuyên qua theo hướng Bắc-Nam nối phố Saint-Honoré với cổng tu viện Capucines.
Ở giữa quảng trường, François Michel Le Tellier de Louvois đặt nhà điêu khắc François Girardon thực hiện một bức tượng Louis XIV cưỡi ngựa ăn vận theo lối cổ, trên bệ cao 17 mét. Công trình được hoàn thành ngày 16 tháng 8 năm 1699. Quảng trường được đổi tên thành Quảng trường Louis-le-Grand. Năm 1718, nhà đầu tư tài chính John Law mua lại tất cả các mảnh đất còn trống quanh quảng trường.

### Thời kỳ Cách mạng
Vào thời kỳ Cách mạng Pháp, quảng trường trở thành biểu tượng của nền quân chủ và một lần nữa được đổi tên thành Quảng trường Piques. Bức tượng Louis XIV bị phá hủy vào năm 1792, đặt dưới đất. Vua Louis XVI trốn khỏi cung điện Tuileries bị bắt ở Varennes đã đi qua đây để nhìn các kết quả trước khi bị đưa đến nhốt ở Tour du Temple. Nền Đệ nhất cộng hòa Pháp được tuyên tố trên ban công Chancellerie, ngày nay là trụ sở Bộ Tư Pháp, số 13.
Năm 1799, quảng trường mang tên mới và được giữ tới ngày nay: Quảng trường Vendôme.

### Cột Vendôme

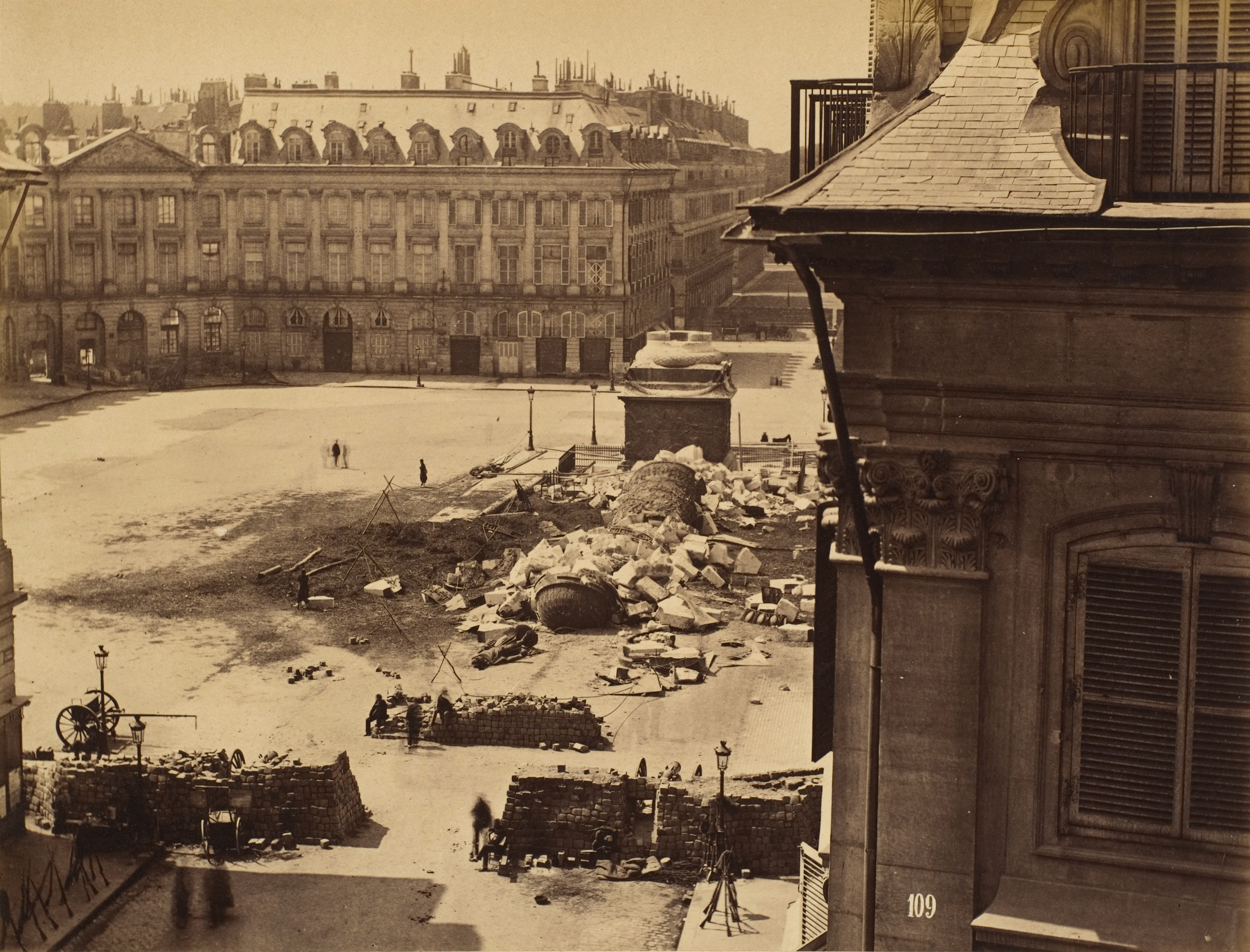
Cột Vendôme bị phá năm 1871

Hoàng đế Napoléon đã thay đổi lại khu phố này và nó có được bộ mặt như ngày nay. Năm 1806, phố Paix được mở thay cho tu viện Capucines. Cùng với đó còn có các phố Rivoli và Castiglione. Tới năm 1810, cây cột Vendôme được dựng lên. Dựa theo mẫu cột Traianus của Roma, cột Vendôme được làm bằng đồng của các khẩu pháo chiếm được trong trận Austerlitz. Cũng như cột Traianus, cây cột Vendôme được trang trí theo đường xoắn ốc, cao 44 mét, đường kính khoảng 3,6 mét, bên trên đặt bức tượng Napoléon. Vào thời kỳ đó, việc leo lên cột còn được tự do.
Giai đoạn này chính trị Pháp có những thay đổi phức tạp và cây cột Vendôme cũng bị ảnh hưởng. Năm 1814, bức tượng Napoléon bị thay bằng bình một bông hoa lys, biểu tượng của nhà vua. Năm 1833, cánh hoa lys được thay bằng bức tượng Napoléon trong trang phục redingote. Năm 1863, một bức tượng Napoléon trong dáng vẻ Julius Caesar được thay thế. Nhưng tới ngày 16 tháng 5 năm 1871 thì các binh lính của Công xã Paris phá hủy cây cột. Năm 1875, chính phủ Đệ tam cộng hòa quyết định dựng lại cây cột Vendôme.

### Trung tâm trang sức
Từ thời Đệ nhất đế chế, gia đình Meller, dòng họ làm đồ kim hoàn nổi tiếng của Paris, đã tới phố Paix khi con phố này được mở gần quảng trường Vendôme.
Sau đó, cửa hàng trang sức đầu tiên trên quảng trường là của Frédéric Boucheron, vào năm 1893. Frédéric Boucheron muốn rời khu phố Palais-Royal để chuyển đến gần nhà hát Opéra Garnier mới được xây dựng và mở cửa hàng ở tòa nhà nữ bá tước Castiglione. Tiếp theo đó, nhiều hãng trang sức khác cũng tới đây: Cartier vào năm 1898, Chaumet năm 1902, rồi Mauboussin, Aldebert, Van Cleef & Arpels, Buccellati, Audemars Piguet, Poiray... cho tới tận năm 1984 với Alexandre Réza.
Chanel cũng có một cửa hàng ở đây và từng lấy cảm hứng từ hình dáng bát giác của quảng trường cho các nút chai nước hoa của mình.
|                                     |               |             |                        |
| Khách sạn Ritz và trụ sở Bộ Tư pháp | Hôtel de Nocé | Cột Vendomê | Các cửa hàng trang sức |

| | \| - N°1 : Hôtel Batailhe de Francès - N°3 : Hôtel de Coëtlogon - N°5 : Hôtel d'Orsigny - N°7 : Hôtel Le Bas de Montargis - N°9 : Hôtel de Villemaré - N°11 : Hôtel de Simiane - N°13 : Hôtel de Bourvallais - N°15 : Hôtel de Gramont - N°17 : Hôtel de Crozat - N°19 : Hôtel d'Évreux - N°21 : Hôtel de Fontpertuis - N°23 : Hôtel de Boullongne - N°25 : Hôtel Peyrenc de Moras \| - N°2 : Hôtel Marquet de Bourgade - N°4 : Hôtel Heuzé de Vologer - N°6 : Hôtel Thibert des Martrais - N°8 : Hôtel Delpech de Chaunot - N°10 : Hôtel de Latour-Maubourg - N°12 : Hôtel Baudard de Saint-James - N°14 : Hôtel de La Fare - N°16 : Hôtel Moufle - N°18 : Hôtel Duché des Tournelles - N°20 : Hôtel de Parabère - N°22 : Hôtel de Ségur - N°24 : Hôtel de Boffrand - N°26 : Hôtel de Noce - N°28 : Hôtel Gaillard de la Bouëxière \| |
| - N°1 : Hôtel Batailhe de Francès - N°3 : Hôtel de Coëtlogon - N°5 : Hôtel d'Orsigny - N°7 : Hôtel Le Bas de Montargis - N°9 : Hôtel de Villemaré - N°11 : Hôtel de Simiane - N°13 : Hôtel de Bourvallais - N°15 : Hôtel de Gramont - N°17 : Hôtel de Crozat - N°19 : Hôtel d'Évreux - N°21 : Hôtel de Fontpertuis - N°23 : Hôtel de Boullongne - N°25 : Hôtel Peyrenc de Moras | - N°2 : Hôtel Marquet de Bourgade - N°4 : Hôtel Heuzé de Vologer - N°6 : Hôtel Thibert des Martrais - N°8 : Hôtel Delpech de Chaunot - N°10 : Hôtel de Latour-Maubourg - N°12 : Hôtel Baudard de Saint-James - N°14 : Hôtel de La Fare - N°16 : Hôtel Moufle - N°18 : Hôtel Duché des Tournelles - N°20 : Hôtel de Parabère - N°22 : Hôtel de Ségur - N°24 : Hôtel de Boffrand - N°26 : Hôtel de Noce - N°28 : Hôtel Gaillard de la Bouëxière |